# Dryopteris alpicola
Dryopteris alpicola är en träjonväxtart som beskrevs av Ren-Chang Ching och Z.R.Wang. Dryopteris alpicola ingår i släktet Dryopteris och familjen Dryopteridaceae. Inga underarter finns listade.